# Hohlbachsflößchen
Das Hohlbachsflößchen ist ein linker Zufluss des Thalfanger Baches im Hunsrück in Rheinland-Pfalz, Deutschland. Der Bach entspringt auf der Gemarkung Thalfang und mündet auf der Gemarkung Hilscheid. 
Die Länge beträgt 2,219 km, das Wassereinzugsgebiet hat eine Größe von 2,512 km², die Fließgewässerkennziffer ist 2676824.